# (31921) 2000 GD71
2000 GD71 (asteroide 31921) é um asteroide da cintura principal. Possui uma excentricidade de 0.20127410 e uma inclinação de 5.08197º.
Este asteroide foi descoberto no dia 5 de abril de 2000 por LINEAR em Socorro.